# Francine D. Blau
Francine Dee Blau (ur. 29 sierpnia 1946) – ekonomistka amerykańska, profesor ekonomii pracująca na Uniwersytecie Cornella.

## Życiorys

### Wczesne życie i wykształcenie
Urodziła się w rodzinie nauczycieli w Nowym Jorku. Jak wspomina, inspirowała się historią Frances Perkins. Studiowała administrację (stosunki pracy) na Uniwersytecie Cornella (B.S. 1966), a następnie ekonomię na Uniwersytecie Harvarda (M.A 1969, Ph.D. 1975). Między 1969–1972 jej mężem był Richard Weisskoff; w 1979 poślubiła Lawrence’a M. Kahna, także ekonomistę z Cornell, z którym miała dwójkę dzieci i jest w związku do dziś.

### Praca
Po 1971 była wykładowczynią m.in. Uniwersytetu Yale i Uniwersytetu Stanu Ohio. W latach 1975–1994 pracowała na Uniwersytecie Illinois w Urbanie i Champaign, gdzie w 1983 uzyskała profesurę. Od 1994 pracuje na Uniwersytecie Cornella. Była gościnną pracowniczką naukową wielu instytucji, np. Russell Sage Foundation, wiceprezydentką Amerykańskiego Towarzystwa Ekonomicznego (AEA) w 1993–94, i redaktorką licznych czasopism naukowych, jak American Economic Review. Jest pracowniczką naukową m.in. NBER, CES, IZA i Ifo Institute, Fellow ośrodka badawczego Uniwersytetu Stanforda, i Distinguished Fellow AEA.
Jej głównym obszarem badawczym jest płeć jako czynnik na światowych rynkach pracy, w szczególności nierówności płacowe kobiet i mężczyzn: ich przyczyny i następstwa, oraz mechanizmy dzięki którym zmieniały się one w czasie. Została uhonorowana nagrodami, takimi jak IZA Prize, za swoje pionierskie badania tego tematu.